# Thymus vavilovii
Thymus vavilovii — вид рослин родини глухокропивові (Lamiaceae), ендемік Афганістану.

## Опис
Напівчагарничок з товстуватими розгалуженнями стовбурця. Квітконосні гілки піднімаються, ≈ 10 см заввишки з міжвузлями до 15–20 мм завдовжки, під суцвіттям і нижче слабо запушені короткими або дрібними, вниз відігнутими волосками. Стеблові листки яйцеподібні, 8–14 мм завдовжки, 4.5–7 мм завширшки, з показником відношення довжини до ширини 1.4–2.4, з округлою основою пластинки відразу звуженою в короткий (1.5–2.5 мм завдовжки), чітко виражений, хоча і широкий, дещо крилатий, черешок і тупуватої або тупувато-загостреною верхівкою; бічні жилки в числі трьох пар, на верхівці зливаються в загальну, окаймляючу жилку товстуваті й більш-менш виражені; точкові залозки численні, але не дуже помітні; війки на краю листа короткі (до 0.5 мм довжиною) і розвинені, головним чином, на черешку; на поверхні пластинка листа з обох сторін розсіяно волосиста, нижні приквіткові листки еліптичні або довгасто-еліптичні, з короткоклиноподібною основою, який переходить у дуже короткий черешок, з двома парами бічних жилок, на краю коротковійчасті до середини або вище.
Суцвіття головчасте; приквітки вузьколанцетні, коротко-війчасті, коротші або трохи довші ніж квітконіжки. Квітконіжки ≈ 2 мм довжиною, густо опушені слабо відігнутими вниз волосками. Чашечка трубчаста або вузько-трубчасто-дзвонова, 7–8 мм довжиною, кругом відстовбурчені-волосиста (волоски ≈ 0.4 мм довжиною); зубчики верхньої губи чашечки вузьколанцетні, тонко загострені й дещо колючі, на всьому краю довго-війчасті. Віночок (обох статей квіток) ≈ 10 мм довжиною, з подовженою волосистою трубочкою, білий, залишається, принаймні, деякий час при плодах. Горішки еліпсоїдальні, ≈ 1.8 мм довжиною, 1.2 мм в поперечному діаметрі, коричневі. Цвіте VII—VIII.

## Поширення
Ендемік Афганістану.